# Marcos Dajczer
Marcos Dajczer (Buenos Aires, 19 de noviembre de 1948) es un matemático argentino-brasileño, cuyas investigaciones se enfocan en la geometría y la topología 

## Biografía
Obtuvo su doctorado del Instituto Nacional de Matemática Pura e Aplicada en 1980 bajo la dirección de Manfredo do Carmo.
En 2006, recibió la Orden Nacional al Mérito Científico de Brasil por su trabajo en matemáticas. Fue becario Guggenheim en 1985.
El teorema de Do Carmo-Dajczer lleva el nombre de su maestro y de él.

## Publicaciones seleccionadas
- do Carmo, M. ; Dajczer, M. (1983). " Hipersuperficies de rotación en espacios de curvatura constante ", Transactions of the American Mathematical Society, Volumen 277, Número 2, págs. 685–709.
- do Carmo, M. ; Dajczer, M. (1982). " Superficies helicoidales con curvatura media constante ", Tohoku Mathematical Journal Second Series, Volumen 34, Número 3, págs. 425–435.
- Subvariedades e inmersiones isométricas (1990, serie de conferencias de matemáticas) ISBN 9780914098225